# Municipio de Stanley (Minnesota)
El municipio de Stanley (en inglés: Stanley Township) es un municipio ubicado en el condado de Lyon en el estado estadounidense de Minnesota. En el año 2010 tenía una población de 238 habitantes y una densidad poblacional de 2,61 personas por km².

## Geografía
El municipio de Stanley se encuentra ubicado en las coordenadas 44°29′38″N 95°39′18″O / 44.49389, -95.65500. Según la Oficina del Censo de los Estados Unidos, el municipio tiene una superficie total de 91.14 km², de la cual 91,13 km² corresponden a tierra firme y (0 %) 0 km² es agua.

## Demografía
Según el censo de 2010, había 238 personas residiendo en el municipio de Stanley. La densidad de población era de 2,61 hab./km². De los 238 habitantes, el municipio de Stanley estaba compuesto por el 96,22 % blancos, el 0,84 % eran asiáticos, el 0,42 % eran de otras razas y el 2,52 % eran de una mezcla de razas. Del total de la población el 1,68 % eran hispanos o latinos de cualquier raza.